# Rudolf Friml
Rudolf Friml (Praga, 2 dicembre 1884 – Hollywood, 12 novembre 1972) è stato un compositore ceco.

## Biografia
Nel 1895 entra al Conservatorio di Praga studiando pianoforte e composizione con Antonín Dvořák fino al 1901.
La sua operetta The Firefly, con il libretto di Otto Harbach, dopo l'anteprima a Syracuse (New York) del 14 ottobre 1912 diretta da Gaetano Merola con Melville Stewart ha la prima al Lyric Theatre di New York il 2 dicembre per il Broadway theatre trasferendosi il 30 dicembre al Casino Theatre arrivando a 120 recite.
Nel 1913 ebbe la prima la farsa musicale High Jinks, con il libretto di Harbach, a Broadway arrivando a 213 recite.
Nel 1915 scrive dei brani dell'operetta The Peasant Girl di Oskar Nedbal arrivando a 111 recite e la sua commedia musicale Katinka, con il libretto di Harbach, che dopo l'anteprima a Morristown (New Jersey) del 2 dicembre ebbe successo nella prima a Broadway il 23 dicembre arrivando a 220 recite.
In Katinka conosce l'artista del coro Blanche Betters che sposa in seconde nozze nel 1917.
Nel 1917 a Broadway la sua commedia musicale You're in Love, con il libretto di Harbach, ebbe la prima il 6 febbraio e la sua romanza musicale Kitty Darlin', con il libretto di Harbach, il 7 novembre.
A Sydney You're In Love ha la prima l'8 settembre dello stesso anno.
Nel 1918 Katinka ha la prima a Melbourne l'8 giugno con Robert Helpmann e Cyril Ritchard ed il suo musical Sometime, con il libretto di Rida Johnson Young ed aggiunte di Ed Wynn, dopo l'anteprima del 26 agosto ad Atlantic City diretta da Herbert Stothart con Wynn e Mae West ha la prima a Broadway il 4 ottobre arrivando a 283 recite.
Sempre nello stesso anno la sua romanza musicale Glorianna, con il libretto di Catherine Chisholm Cushing, ha la prima a Broadway il 28 ottobre con Elsie Lawson che divenne la sua terza moglie dal 1919 al 1925.
Nel 1919 a Broadway ebbero la prima le sue romanze musicali, con il libretto di Harbach, Tumble In il 24 marzo diretta da Stothart e The Little Whopper il 13 ottobre con Vivienne Segal.
Nel 1921 a Broadway ebbe la prima la sua romanza musicale June Love, con il libretto di Harbach, il 25 aprile e contribuisce a Ziegfeld Follies of 1921 con Fanny Brice, Mary Eaton, W. C. Fields e Raymond Hitchcock.
Sempre nel 1921 Firefly e The Little Whopper hanno la prima a Sydney.
Nel 1922 la romanza musicale The Blue Kitten, con il libretto di Harbach, ebbe la prima a Broadway diretta da Stothart il 13 gennaio.
Nel 1923 la commedia con musica Cinders con Nancy Welford ebbe la prima a Broadway il 3 aprile, contribuisce al musical Dew Drop Inn di Alfred Goodman con Alice Brady e William Holden che arriva a 88 recite e Katinka ha la prima nel Regno Unito a Londra il 30 agosto arrivando a 108 recite.
Nel 1924 la commedia musicale Rose-Marie (contenente il brano Indian Love Call) scritta con Stothart, con il libretto di Harbach ed Oscar Hammerstein II e l'orchestrazione di Robert Russell Bennett, dopo l'anteprima del 18 agosto ad Atlantic City diretta da Stothart con Dennis King (attore) ha la prima il 2 settembre a Broadway arrivando a 557 recite.
Nel 1925 Rose-Marie ha la prima a Toronto il 12 gennaio e per il Teatro del West End al Drury Lane (teatro) di Londra il 25 marzo con un coro di 80 persone arrivando a 581 recite.
Sempre nel 1925 vi fu il successo della prima assoluta della commedia musicale romantica The Vagabond King il 21 settembre a Broadway con King arrivando a 511 recite.
Nel 1926 a Broadway vi furono le prime assolute dell'operetta No Foolin' il 24 giugno e della commedia musicale The Wild Rose, con il libretto di Harbach e Hammerstein II, il 20 ottobre diretta da Stothart ed a Sydney Rose Marie il 29 maggio.
Nel 1927 Rose Marie ha la prima con successo a Parigi il 9 aprile arrivando a 1250 recite e The Vagabond King ha la prima a Londra il 19 aprile arrivando a 480 recite.
Nel 1928 la commedia musicale romantica The Three Musketeers prodotta da Florenz Ziegfeld, con il libretto di P. G. Wodehouse (basata su I tre moschettieri), ha la prima assoluta a Broadway il 13 marzo con la coreografia di Albertina Rasch con King come D'Artagnan (personaggio), la Segal come Costanza, Reginald Owen come Cardinale Richelieu e Harriet Hoctor arrivando a 318 recite, Rose-Marie ha la prima il 30 marzo a Berlino ed il 31 marzo a Budapest e The Vagabond King a Sydney il 27 ottobre.
Nel 1930 The Three Musketeers ha la prima al Drury Lane il 28 marzo arrivando a 242 recite, la commedia musicale Luana ha la prima assoluta a Broadway il 17 settembre e scrive brani per la commedia musicale Ballyhoo of 1930 di Louis Alter.
Sempre nel 1930 scrive la colonna sonora con Hugo Riesenfeld del film The Lottery Bride di Paul L. Stein e con John Leipold di Se io fossi re di Ludwig Berger con King e Jeanette MacDonald.
Nel 1931 The Firefly torna a Broadway.
Nel 1934 la commedia musicale Music Hath Charms or Annina ha la prima al Majestic Theatre il 29 dicembre e nel 1935 High Jinks a Sydney il 18 maggio con Ritchard.
Nel 1936 scrive la colonna sonora con Stothart di Rose Marie (film 1936) di W. S. Van Dyke con Nelson Eddy e la MacDonald e nel 1937 con Stothart ed Edward Ward di La lucciola (film) di Robert Z. Leonard con la MacDonald, Allan Jones e Warren William.
Nel 1943 The Vagabond King viene ripreso a Broadway con John Brownlee e nel 1946 ha la prima a Filadelfia.
Nel 1947 scrive con Robert Armbruster la colonna sonora del film Northwest Outpost di Allan Dwan con Eddy e Ilona Massey.
Nel 1950 e nel 1963 Rose Marie torna a Parigi.
Nel 1971 è stato inserito nel Songwriters Hall of Fame.
È sepolto al Forest Lawn Memorial Park di Glendale.